# Mactún
Mactún es un poblado del municipio de Balancán ubicado en la subregión de los Ríos del estado mexicano de Tabasco.

## Geografía
La localidad se ubica a 35.4 kilómetros (en dirección noreste) de la localidad de Balancán de Domínguez, la cabecera y lugar más poblado del municipio. Se sitúa en las coordenadas geográficas 17°35′15″N 91°17′32″O / 17.587500, -91.292222, a una elevación de 26 metros sobre el nivel del mar.

## Demografía
Según el Conteo de Población y Vivienda 2020, efectuado por el Instituto Nacional de Estadística y Geografía, la localidad de Mactún tiene 927 habitantes, de los cuales 473 son del sexo masculino y 454 del sexo femenino. Su tasa de fecundidad es de 2.88 hijos por mujer y tiene 320 viviendas particulares habitadas.
| Gráfica de evolución demográfica de Mactún entre 1950 y 2020 |
|                                                              |
| INEGI.                                                       |